# UCI Oceania Tour 2021
UCI Oceania Tour 2021 – 17. edycja cyklu wyścigów kolarskich UCI Oceania Tour.
Seria UCI Oceania Tour, podobnie jak pozostałe cykle kontynentalne (UCI Africa Tour, UCI America Tour, UCI Asia Tour, UCI Europe Tour), powstała w 2005 jako zaplecze dla utworzonego w tym samym czasie UCI ProTour (później przekształconego w UCI World Tour). W 2020 odbyła się pierwsza edycja cyklu UCI ProSeries utworzonego jako drugi poziom wyścigów z kalendarza UCI, w związku z czym UCI Oceania Tour, podobnie jak pozostałe cykle kontynentalne, od sezonu 2020 stała się trzecim poziomem zmagań w kalendarzu UCI.
Po odwołaniu obu wyścigów, które miały się odbyć w Australii (Race Torquay oraz Herald Sun Tour) cykl UCI Oceania Tour w sezonie 2021 objął 2 wyścigi, rozgrywane w Nowej Zelandii między 13 a 23 stycznia 2021.

## Kalendarz
Opracowano na podstawie:
| UCI Oceania Tour 2021 | UCI Oceania Tour 2021 | UCI Oceania Tour 2021     | UCI Oceania Tour 2021 | UCI Oceania Tour 2021                | UCI Oceania Tour 2021                  | UCI Oceania Tour 2021                | UCI Oceania Tour 2021 |
| Data                  | Państwo               | Wyścig                    | Kat.                  | Zwycięzca                            | Drugie miejsce                         | Trzecie miejsce                      |                       |
| --------------------- | --------------------- | ------------------------- | --------------------- | ------------------------------------ | -------------------------------------- | ------------------------------------ | --------------------- |
| 13 – 17 stycznia 2021 | Nowa Zelandia         | New Zealand Cycle Classic | 2.2                   | Corbin Strong (Nowa Zelandia)        | Finn Fisher-Black (Nowa Zelandia)      | Aaron Gate (Black Spoke Pro Cycling) |                       |
| 23 sty                | Nowa Zelandia         | Gravel and Tar Classic    | 1.2                   | Aaron Gate (Black Spoke Pro Cycling) | Luke Mudgway (Black Spoke Pro Cycling) | Ryan Christensen (Nowa Zelandia)     |                       |